# Shanghai Noon
Shanghai Noon är en amerikansk action-, äventyr-, komedi- och western-film från 2000 med Jackie Chan och Owen Wilson i huvudrollerna. Den regisserades av Tom Dey efter manus av Alfred Gough och Miles Millar. Filmen utspelas i Nevada och andra delar av västern under 1800-talet och är en kontrast mellan en western- och kung fu-film med flera kampsportscener. Den har även element av komedi och "buddy cop".

## Handling
Chon Wang, en kejserlig vakt i Kina sänds ut i uppdrag för att återfinna prinsessan Pei-Pei som kidnappats och förts till USA. Under sitt uppdrag korsar hans vägar med banditen Roy O'Bannon. Efter många dispyter bildar de ett omaka par som tillsammans hjälps åt att återfinna Pei Pei.

## Om filmen
Titeln (en ordlek med Gary Coopers klassiska High Noon som hade premiär under titeln Sheriffen i Sverige) och andra namn i filmen är en hyllning till tidigare western-filmer. Chans karaktär "Chon Wang" liknar John Wayne i uttal och huvudfienden Nathan Van Cleef är en hyllning till Lee Van Cleef som spelade "den onde" i Den gode, den onde, den fule. I slutet av filmen avslöjar även Roy O'Bannon (Wilsons karaktär) att hans riktiga namn är Wyatt Earp som Chon anser är ett "förfärligt dåligt namn på en cowboy".
Filmen hade premiär 19 maj 2000 i Malaysia, i USA 23 maj 2000 och i Sverige 1 september 2000. En uppföljare till filmen, Shanghai Knights, hade premiär 2003.

## Rollista i urval
- Jackie Chan - Chon Wang/John Wayne
- Owen Wilson - Roy O'Bannon/Wyatt Earp
- Lucy Liu - Prinsessan Pei Pei
- Brandon Merrill - Fallande löv
- Roger Yuan - Lo Fong
- Xander Berkeley - Nathan Van Cleef
- Jason Connery - Calvin Andrews
- Walton Goggins - Wallace